# Eubazus normalis
Eubazus normalis är en stekelart som först beskrevs av Charles Thomas Brues 1923.  Eubazus normalis ingår i släktet Eubazus och familjen bracksteklar. Inga underarter finns listade i Catalogue of Life.